# Talsperre Pisco
Die Talsperre Pisco (portugiesisch Barragem do Pisco) liegt in der Region Mitte Portugals im Distrikt Castelo Branco. Sie staut den Ribeira de S. Vicente zu einem Stausee auf. Die Gemeinde São Vicente da Beira befindet sich ungefähr ein Kilometer nördlich der Talsperre.
Mit dem Projekt zur Errichtung der Talsperre wurde im Jahre 1966 begonnen. Der Bau wurde 1968 fertiggestellt. Die Talsperre dient neben der Trinkwasserversorgung auch der Bewässerung. Sie ist im Besitz der Serviços Municipalizados de Castelo Branco, den Stadtwerken von Castelo Branco.

## Absperrbauwerk
Das Absperrbauwerk besteht aus einem Staudamm mit einer Höhe von 24,5 m über der Gründungssohle (23,2 m über dem Flussbett). Die Dammkrone liegt auf einer Höhe von 500,9 m über dem Meeresspiegel. Die Länge der Dammkrone beträgt 260 m und ihre Breite 8 m. Das Volumen des Staudamms umfasst 58.000 m³.
Der Staudamm verfügt sowohl über einen Grundablass als auch über eine Hochwasserentlastung. Über den Grundablass können maximal 1,41 m³/s abgeleitet werden, über die Hochwasserentlastung maximal 43 m³/s. Das Bemessungshochwasser liegt bei 100 m³/s.

## Stausee
Beim normalen Stauziel von 498,7 m (maximal 499,7 m bei Hochwasser) erstreckt sich der Stausee über eine Fläche von rund 0,198 km² und fasst 1,4 Mio. m³ Wasser – davon können 1,04 Mio. m³ genutzt werden. Das minimale Stauziel liegt bei 485,7 m.